# Mirosternus laevis
Mirosternus laevis är en skalbaggsart som beskrevs av Perkins 1910. Mirosternus laevis ingår i släktet Mirosternus och familjen trägnagare. Inga underarter finns listade i Catalogue of Life.